# Черболи
Остров Черболи (итал. Cerboli) — необитаемый остров, находится в частной собственности, является коммуной Рио-нелль'Эльба в состав итальянской провинции Ливорно в регионе Тоскана.

## География

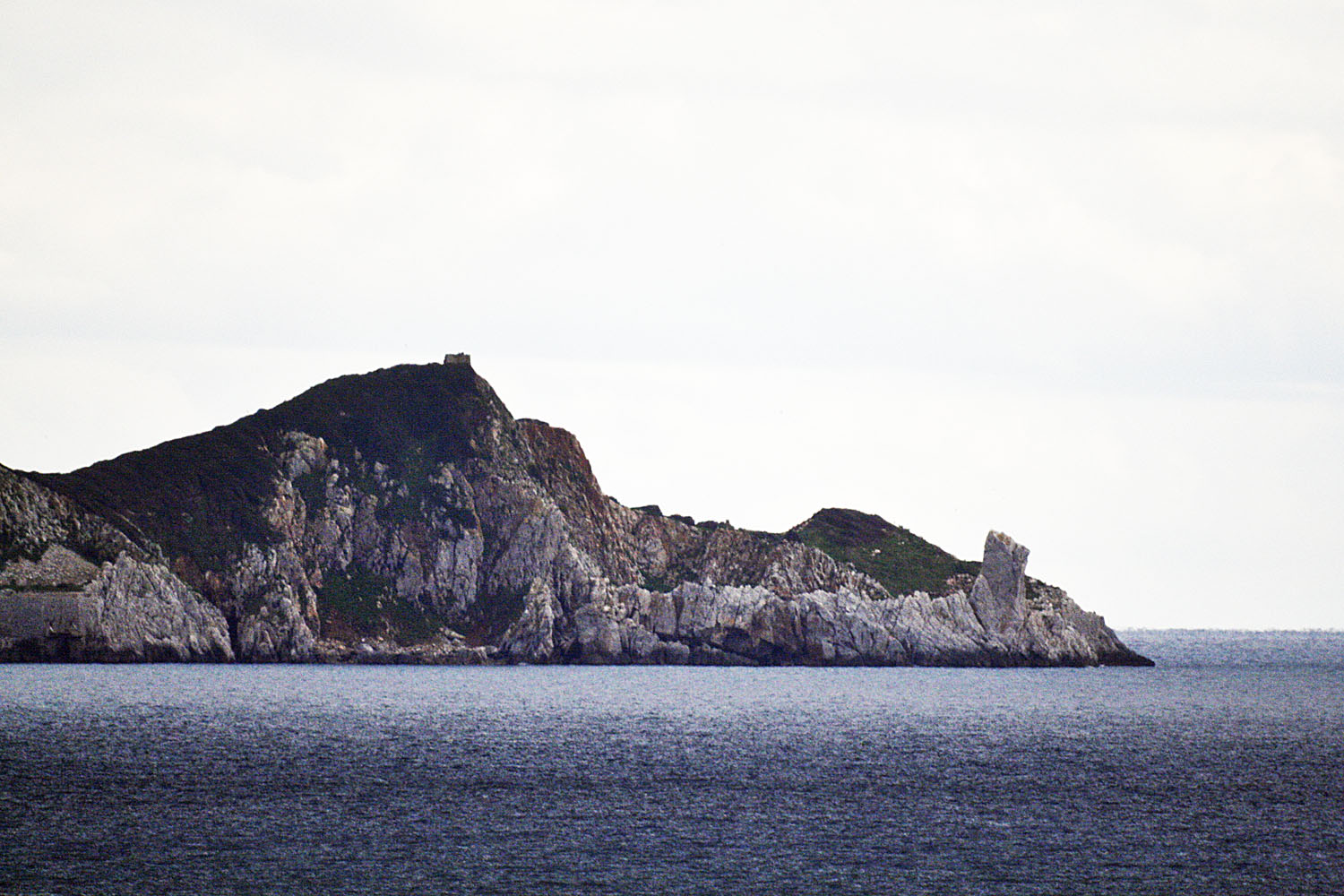

Остров неправильной эллиптической формы, имеет наибольшую длину по оси 21° nord-nordest. (Север-Северо-восток) около 600 м, и меньшую по направлению sud-ovest (Юг-Запад) около 240 м, общей площадью около семи Га (68 000 м².). Географические координаты кадастра, 8600 nord (Север), 18300 est (Восток).
Остров расположен в проливе Пьомбино в 6,4 км к востоку от мыса Капо Перо (Capo Pero или Cavo) на острове Эльба, 4 км к югу от порта Пьомбино и 14,5 км к западу от порта Punta Ala.
Остров находится равноудалённо от Эльбы и материка. Будучи почти в заливе Фоллоника остров, по отношению к основным центрам побережья залива, находится на следующих расстояниях:
- Фоллоника (Follonica) — 15,3 км.
- Пунтоне (Puntone) — 16 км.
- Рио-Марина (Rio Marina) — 8 км.
- Порто Адзурро (Porto Azzurro) — 16 км.
- Пьомбино (Piombino) — 6,4 км.

Таким образом, этот остров Тосканского архипелага более близок к материку.
Чётко разделён на две части, Север, практически не тронутая часть с кустарниками и растительностью, почти свешивающейся в море, характерными для средиземноморского побережья. Юго-Запад, эксплуатировался, при разработке известняка производились раскопки больших масштабов.
Известняковые скалы выступают из изумрудно-прозрачного моря, которое, благодаря лёгкому течению в середине канала всегда сохраняет свои воды кристально чистыми.
Остров также является раем для геологов, одна его часть (северо-восток) имеет очень редкое, легкочитаемое стратиграфическое строение.
Остров, большей частью, покрыт миртовыми зарослями, мастичными деревьями и другими дикими растениями.
- "Из Физико-географического словаря Тосканы E.Ripetti — Milano 1835"
- «Географический словарь Тосканы E.Ripetti — Milano 1855 Минералогия о. Cerboli»

## История
Остров Черболи, из-за своей уединённости, был, практически, не посещаем. На нём нашли прибежище корсары и контрабандисты. Потому Яков Шестой (Jacopo VI) согласился с принцами Аппиани (Appiani) на строительство башни в самой высокой точке острова (её можно видеть и сейчас). И выделил деньги на одновременное строительство, напротив башни, якорной стоянки.
В своё время остров был заповедником архиепископов Пизы для соколиной охоты на фазанов которых тогда там разводили. Впоследствии был передан пизанцами принцам Пьомбино, построившим на острове Черболи башню, остатки которой и сейчас стоят среди зарослей мирта и боярышника.
- "Из истории города и государства Пьомбино (Piombino) — написано на основании неизданных и редких документов из фонда Людовико Каппеллетти (Ludovico Cappelletti)"

Во время Второй мировой войны на Черболи размещался контингент ВМС, некоторые из них были жили в старинной башне, с толстыми стенами; другие, как вспоминает Рина Фернандес, (тогда девочка), были размещены в доме сторожа. Небольшим отрядом командовал старшина Марио Лензи из Ливорно, он жил на острове с женой и двумя сыновьями, одному из которых был только один год. Все жили как одна большая семья, и всё проходило в полной гармонии.
Позднее обязанности по командованию небольшим отрядом моряков, состоящим из 6 военных, перешли к капитану Санта Маргарита Лигуре призванному в армию. Трудные времена не прошли мимо людей на Черболи, который подвергался атакам самолётов, расстреливавшим его из пулемётов с низкой высоты. Некоторые солдаты покинули Cerboli после перемирия 1 сентября 1943 и на гражданских лодках прибыли в Пьомбино.

## Разработки известняка
Ещё в 1927 г. Бернардино Прокки (Bernardino Procchi) получил от Министерства ВМФ поручение на обустройство нескольких артиллерийских позиций на острове, вследствие его важного стратегического расположения в середине канала Пьомбино. До этого времени Черболи оставался зелёным островом, покрытым оливковыми деревьями и средиземноморской растительностью, населённым дикими кроликам и мелкими улитками с возвышающейся над ним древней мощной башней. Прокки (Procchi) завершил строительство позиций, но в ходе работ, он обнаружил, что скалы острова состоят из того типа известняка, который очень подходит для производства стали и цемента. Поэтому он решил предпринять инициативу по разработке и материально-техническому снабжению чёрной металлургии Пьомбино. Земляные работы были проведены эффективно на Черболи создали открытый карьер. Большие валуны ломали ударами молотов, затем грузили в вагонетки, аналогичные тем, что использовались в шахтах Эльбы и затем сбрасывали в бункеры, расположенные в трёх различных частях острова: один на западе, один на севере и третий на юго-западе, чтобы позволить загрузку материалов в различных условиях морской погоды. Бункер на Западе был назван «под домом», второй юго-западный «червоточина», потому что был самым маленьким, третий «Трамонтана» получил имя северного ветра. Баржи, подводили буксирами, на стоянку под бункер и загрузки известняка происходили в течение короткого времени. Затем, буксировали в Пьомбино (Piombino) для разгрузки и оставались там до следующего рейса. На Черболи работало до 45 человек, а также работники морского транспорта, на острове они были обеспечены всем необходимым. Жилые помещения, питание. Первоначально столовой заведовал Джузеппе Белли, когда он эмигрировал в Австралию, она перешла к его супруге Франчози. Электричество производилось с помощью генераторов, были, также, печь для хлеба, цистерны, где собиралась дождевая воды, которая смешивалась с той, что привозили буксирами.
Этот тип известняка по-прежнему в больших количествах присутствует на острове, если снова оценить его наличие в кучах разбросанных по площадкам и в непосредственной близости от зданий, то обнаружится большое количество материала достаточно прочного и подходящего для использования во всех видах строительства.

## Здания и жилища
Два строения остающиеся в хорошем состоянии, называются: бункер «Трамонтана» (tramoggia di Tramontana) и Восточный (di ponente), их вертикальные стены уходят прямо в море. В них накапливался и хранился материал, добытый в соответствующих точках острова, для погрузки непосредственно на баржи, которые доставляли его в Пьомбино. Эти здания сохранились отлично, так как построены из очень толстых блоков и могут быть восстановлены (без изменения их внешнего вида) для любого использования.
Третий бункер, что присутствовал на юге, не выстоял под ударами времени, моря, многочисленных вандалов которые использовали остров для упражнений с взрывчатыми веществами и т. п. Вместе с тем, ранее существовал туннель, который соединял Южный и Западный бункеры, затем он был взорван и в настоящее время не существует, хотя отчётливо виден на некоторых фотографиях того времени.
На вершине острова на высоте около 80 м над уровнем моря, есть нижний ярус укреплённой сторожевой башни (стены значительной толщины) по времени он датируется периодом эпохи возрождения, предположительно 600 лет, с последующими изменениями толщины стен, контрфорсов и строительством внешней лестницы, начиная со времён первой мировой войны.
Это здание, которое даёт точное визуальное определение силуэта всего острова, построено с внутренним кирпичным сводом. Фасад башни находится в опасной близости к краю известняковой разработки, почти вертикальной стене высотой около 80 метров.
Все построенные коммуникации острова, тропы, дороги, площадки, пристани и здания были заброшены. Однако, остаются практически не тронутыми временем и морем. Каменные стены, на внешних сторонах острова были предназначены для накопления и последующей погрузки добытых материалов на баржи. Эти три сооружения находятся в различных сторонах, Север, Юг и Запад. Здания на севере и западе, хорошо сохранились, в то время как южные были разрушены и есть только следы. Толстые стены из каменных блоков карьера таким образом не были повреждены.

## Швартовые причалы
Первоначально были три пирса, расположенные на трёх сторонах острова, даже при бушующем море условия всегда позволяют швартоваться с подветренной стороны острова, форма которого является отличной защитой от сильных боковых ветров.
Два швартовых пирса находятся практически в действующем состоянии и нужны только работы, необходимые в рамках внеочередного обслуживания. Пирс на севере обслуживал изолированный карьер «Трамонтана», другой на западе обслуживал наиболее важный западный карьер. Последний, названный «под домом», всё время служил как самый удобный для швартовки и соединялся с единственной дорогой, ведущей к широкой площади.

## Регаты
Остров является «поворотным буем» во время глубоководных регат, организуемых парусным центром Рио Марина (Rio Marina) и Кастильоне делла Пеская (Castiglone della Pescaia). Эта не меняющаяся Сигнальная Точка никогда не оспаривалась ни одним из гонщиков.